# 찬드 카우르
찬드 카우르(Chand Kaur, 1802~1842년 6월 11일)는 1840년 12월 2일 말리카 무카디사로 선포된 시크 제국의 4대 통치자였다. 그녀는 칸하이야 미슬의 사다르 자이말 싱에게서 태어났다. 1812년, 그녀는 마하라자 란지트 싱과 마하라니 다타르 카우르의 아들이자 후계자인 카라크 싱 왕세자와 결혼했다. 1821년 그녀는 외아들 나우 니할 싱을 낳았고, 그는 펀자브 왕위 계승 서열 2위가 되었다.
남편의 통치 기간 동안 그녀는 시크 제국의 왕비로 봉사했으며 아들이 왕위에 오르자 라즈마타가 되었다.
남편 카라크 싱과 아들 나우 니할 싱이 모두 죽은 후, 그녀는 나우 니할 싱과 임신한 미망인 사히브 카우르의 태아를 위해 스스로 섭정을 선언했다. 사히브 카우르가 사산한 아들을 출산하고 라이벌 셰르 싱이 라호르 공격에 성공하자 그녀는 자신의 선언을 철회했다. 그녀는 나중에 1842년 6월 11일 하인들에 의해 살해당했다.